# Druivenkoers 1973
La Druivenkoers 1973, tredicesima edizione della corsa, si svolse il 29 agosto 1973 su un percorso con partenza e arrivo a Overijse. Fu vinta dal belga Roger Swerts della Molteni davanti ai suoi connazionali Gustaaf Hermans e Tony Houbrechts.

## Ordine d'arrivo (Top 10)
| Pos. | Corridore       | Squadra            | Tempo |
| ---- | --------------- | ------------------ | ----- |
| 1    | Roger Swerts    | Molteni            |       |
| 2    | Gustaaf Hermans | Rokado-de Gribaldy |       |
| 3    | Tony Houbrechts | Rokado-de Gribaldy |       |